# Autoba tristalis
Autoba tristalis là một loài bướm đêm trong họ Erebidae.